# Lijst van Bredanaars
Deze lijst van Bredanaars betreft bekende personen die in de Nederlandse stad Breda zijn geboren of overleden en een pagina op Wikipedia hebben.

## Geboren in Breda

### Voor 1600
- Engelbrecht II van Nassau-Breda (1451-1504), graaf van Nassau en Vianden, heer van Breda, stadhouder van de Nederlanden
- Johan V van Nassau-Siegen (1455-1516), graaf van Nassau, Vianden en Dietz, heer van Breda
- Willem Key (ca. 1516-1568), schilder
- René van Chalon (1519-1544), Graaf van Nassau, stadhouder van Holland, Zeeland, Utrecht en Gelre
- Pieter Bruegel de Oude (1525-1569), schilder
- Johan van den Kornput (1542-1611), militair en cartograaf
- Maria van Nassau (1553-1554), 1e dochter van Willem van Oranje
- Maria van Nassau (1556-1616), 2e dochter van Willem van Oranje

### 1600-1699

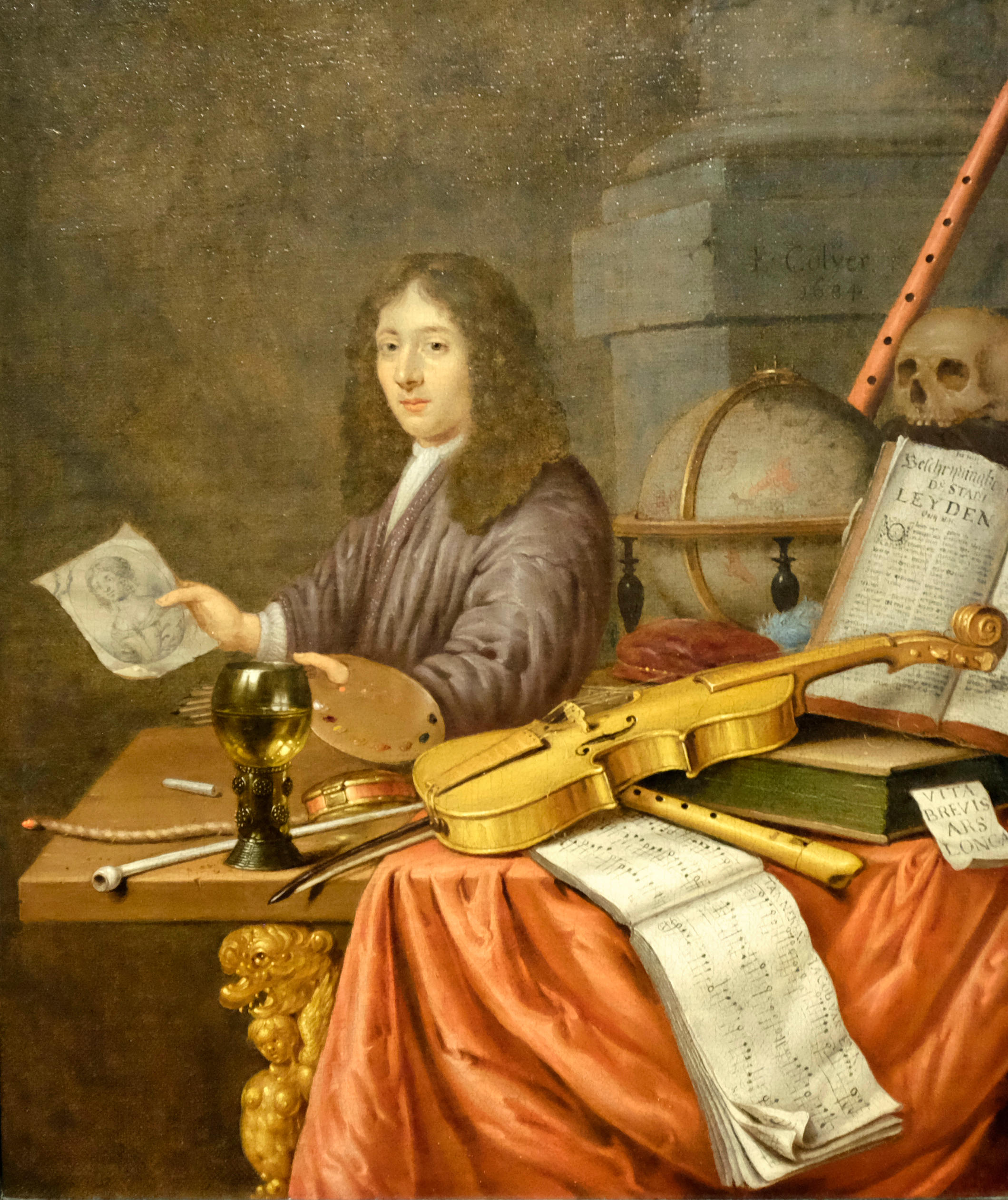
Edwaert Collier

- Adriaen van der Donck (ca. 1618-1655), advocaat en pionier in Nieuw-Amsterdam, het latere New York
- Edwaert Collier (ca. 1640-1708), schilder
- Pieter Bernagie (1656-1699), toneelschrijver
- Jacob Campo Weyerman (1677-1747), toneelschrijver, biograaf
- Margaretha Haverman (ca. 1690 - na 1722), schilderes
- Louis de Moni (1698-1771), schilder

### 1700-1799
- Hendrik Hop (1723 - 1808), Nederlands diplomaat (naamgever van de “Haagsche Hopjes”)
- Jan Ingenhousz (1730-1799), arts en ontdekker fotosynthese
- Juliana de Lannoy (1738-1782), dichteres, toneelschrijfster
- Herman Tollius (1742-1822), jurist, classicus, neerlandicus en hoogleraar
- Cornelis van Oeckelen (1762-1837), orgelbouwer
- Andreas Reigersman (1767- 1831) politicus
- Pieter Huijsers (1781-1848), architect
- Frederik Carel List (1784-1868), militair, politicus
- Franciscus Josephus Hoppenbrouwers (1789-1858), rechter, schrijver en dichter
- Petrus van Oeckelen (1792-1878), orgelbouwer en beiaardier
- Edmond Willem van Dam van Isselt (1796-1860), militair, politicus en dichter

### 1800-1899
- Albert Slootmaekers (1814-1875), jezuïet en architect
- Carolus Adrianus Engelbregt (1816-1890), schrijver, historicus
- Joseph Fles (1819-1905), oogheelkundige
- Johannes Bosscha jr. (1831-1911), natuurkundige
- Joannes Romme, (1832-1889), missionaris in Suriname
- Gerrit Hugo van Bolhuis (1840-1925), advocaat, rechter en politicus
- Abraham de Winter (1841-1920), entertainer
- Carel Nicolaas Storm van 's Gravesande (1841-1924), kunstschilder
- Florentius Antonius Ingen Housz (1849-1890), arts
- Eduard August von Saher (1849-1918), beeldhouwer, museumdirecteur
- Sebald Rudolf Steinmetz (1862-1940), socioloog en etnoloog
- Gustaaf van Kalken (1865-1920), edelsmid en beeldhouwer
- Felicie Jehu (1865-1956), Nederlands kinderboekenschrijfster
- Augustine Obreen (1866-1953), kunstenaar en kunstcriticus
- Nelly van der Linden van Snelrewaard-Boudewijns (1869-1926), componiste
- Marinus Damme (1876-1966), ingenieur, ambtenaar en politicus
- Jan Ingenhoven (1876-1951), componist en dirigent
- Henri t'Sas (1877-1966), schrijver en voordrachtskunstenaar
- Alfons Vermeulen (1877-1965), handelsfactorijhouder in Afrika, schrijver
- Elisabeth Neurdenburg (1882-1957), kunsthistoricus
- Kees Bekker (1883-1964), voetballer
- Lambert Lourijsen (1885-1950), kunstenaar
- Gra Rueb (1885-1972), beeldhouwster en medailleur
- Frederik Jacobus Johannes Buytendijk (1887-1974), medicus, psycholoog en auteur
- Albert Kluyver (1888-1956), microbioloog, botanicus en biochemicus
- Cor Wezepoel (1896-1954), atleet
- Jo Voskuil (1897-1972), kunstenaar
- Jan Damen (1898-1957), violist
- Roel Houwink (1899-1987), schrijver

### 1900-1919
- Eva Raedt-de Canter, pseudoniem van Anna Elisabeth Johanna de Mooij (1900-1975), romanschrijfster en vertaalster
- Joop ter Beek (1901-1934), voetballer
- Adriaan Viruly (1905-1986), vliegenier en schrijver
- Teun Struycken (1906-1977), politicus
- Dries van Kuijk (1909-1997), manager van Elvis Presley
- Frans Mol (1910-1963), architect
- Map Tydeman (1913-2008), burgemeester
- Koos Kleij (1914-2007), voetballer PSV
- John O'Mill (1915-2005), light-verse-dichter
- Louis Eggers (1916-1994), Belgisch syndicalist
- Pierre van Ierssel (1916-1951), schilder, tekenaar en illustrator
- Hubertus Ernst (1917-2017), priester en bisschop bisdom Breda
- Wim Boost (1918-2005), cartoonist
- Bert Voeten (1918-1992), dichter, vertaler

### 1920-1939

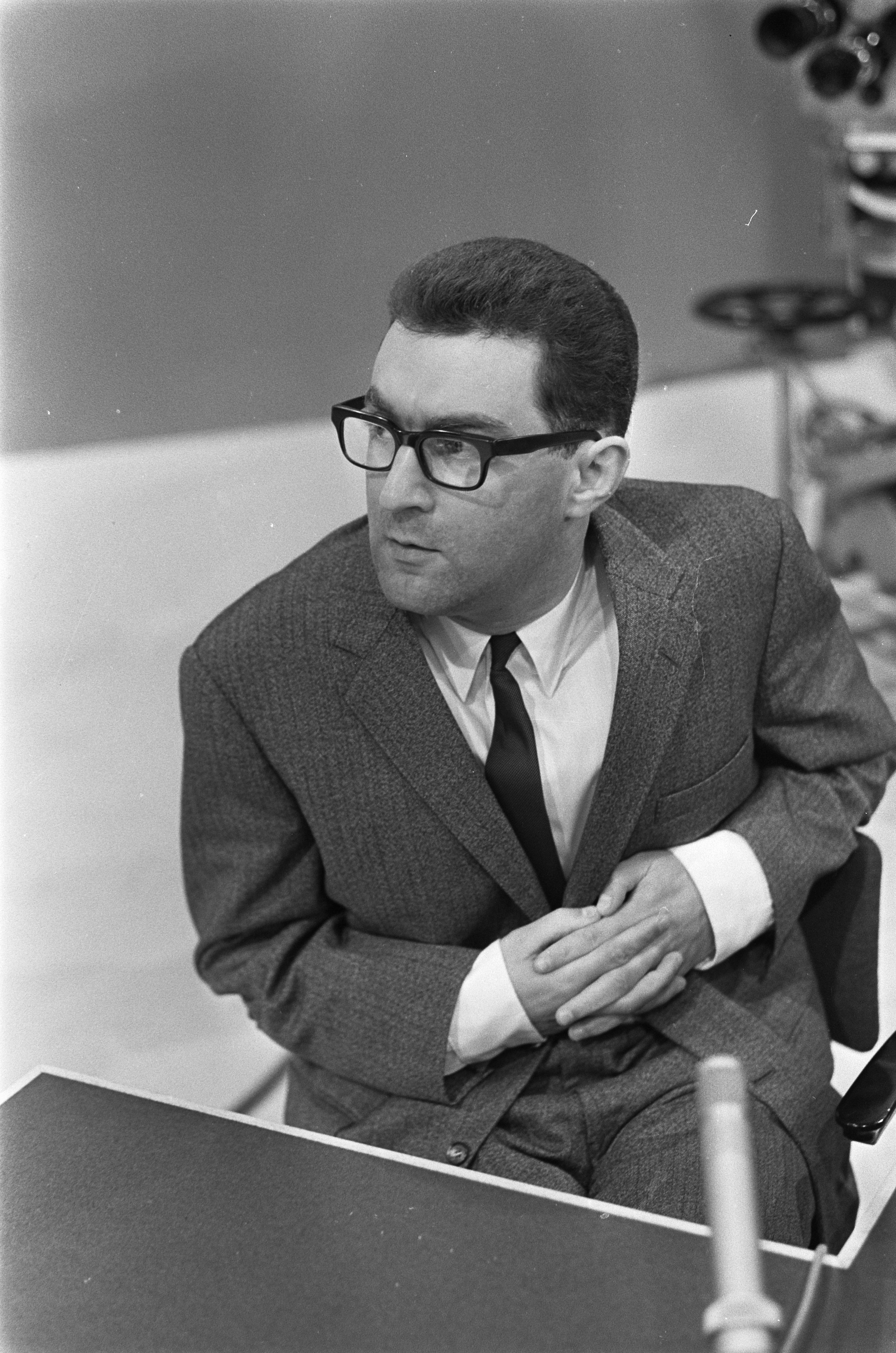
Arnold Heertje

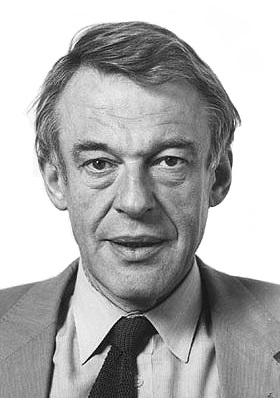
Hans van Mierlo

- Gerard Veldkamp (1921-1990), politicus
- Jos Beenhakkers (1922-1980), voetballer en ondernemer
- Frederik Johannes ten Hagen (1924-2006), kunstschilder
- Paul Verschuren S.C.J. (1925-2000), r.k. geestelijke en bisschop in Finland
- Herman Bouwmeester (1926-2011), voetballer
- Kees Rijvers (1926-2024), voetballer en voetbaltrainer
- Frans Künen (1930-2011), atleet
- Wies van Dongen (1931-2022), wielrenner
- Hans van Mierlo (1931-2010), medeoprichter D66, politicus
- Corry Brokken (1932-2016), zangeres
- Piet Buijnsters (1933-2022), hoogleraar en boekhistoricus
- Arnold Heertje (1934-2020), econoom
- Ton van Eijk (1936), r.k. priester, bestuurder en publicist
- Janine van Wely (1937-2022), actrice
- Hein van Gastel (1938), voetballer
- Mary Michon (1939-2011), programmamaakster, actrice en schrijfster
- Onno Ruding (1939), politicus

### 1940-1949
- Frans Bouwmeester (1940), voetballer
- Siepie de Jong (1940), politica en burgemeester
- Chris Konings (1940-2019), atleet
- Dimitri van Toren (1940-2015), zanger
- Daan Schrijvers (1941-2018), voetballer
- Kees Verschuren (1941), beeldend kunstenaar
- Rein Welschen (1941-2013), burgemeester van Eindhoven
- Joseph Oudeman (1942), bisschop
- Karel Adriaan Steenbrink (1942-2021), islamoloog en theoloog
- André Blomjous (1943), luitenant generaal
- Arie de Keyzer (1943), hockeyer
- Joop Korebrits (1943-2011), voetballer en voetbaltrainer
- Peter van de Merwe (1943-2016), voetballer
- Maarten van Rooijen (1943-2003), filmcriticus en televisiemaker
- Kees van Ierssel (1945), voetballer
- Frans Bouwmeester jr. (1946), voetballer
- Addy Brouwers (1946), voetballer
- Gerrie Deijkers (1946-2003), voetballer
- Dick Klaverdijk (1946-2020), politicus en burgemeester
- Pieter Laurens Mol (1946), beeldend kunstenaar
- Ad Nijkamp (1946), volkszanger
- Pieter Stoop (1946), kunstschilder en beeldhouwer
- Nico Rijnders (1947-1976), voetballer
- Bertus Quaars (1947), voetballer
- Josine van Dalsum (1948-2009), actrice
- Wim van den Goorbergh (1948), econoom en bankier
- Cyril Havermans (1948), basgitarist
- Kees van Meel (1948), dichter, stadsdichter van Breda
- Moniek Toebosch (1948-2012), actrice
- Theo Dierckx (1949), voetballer

### 1950-1959

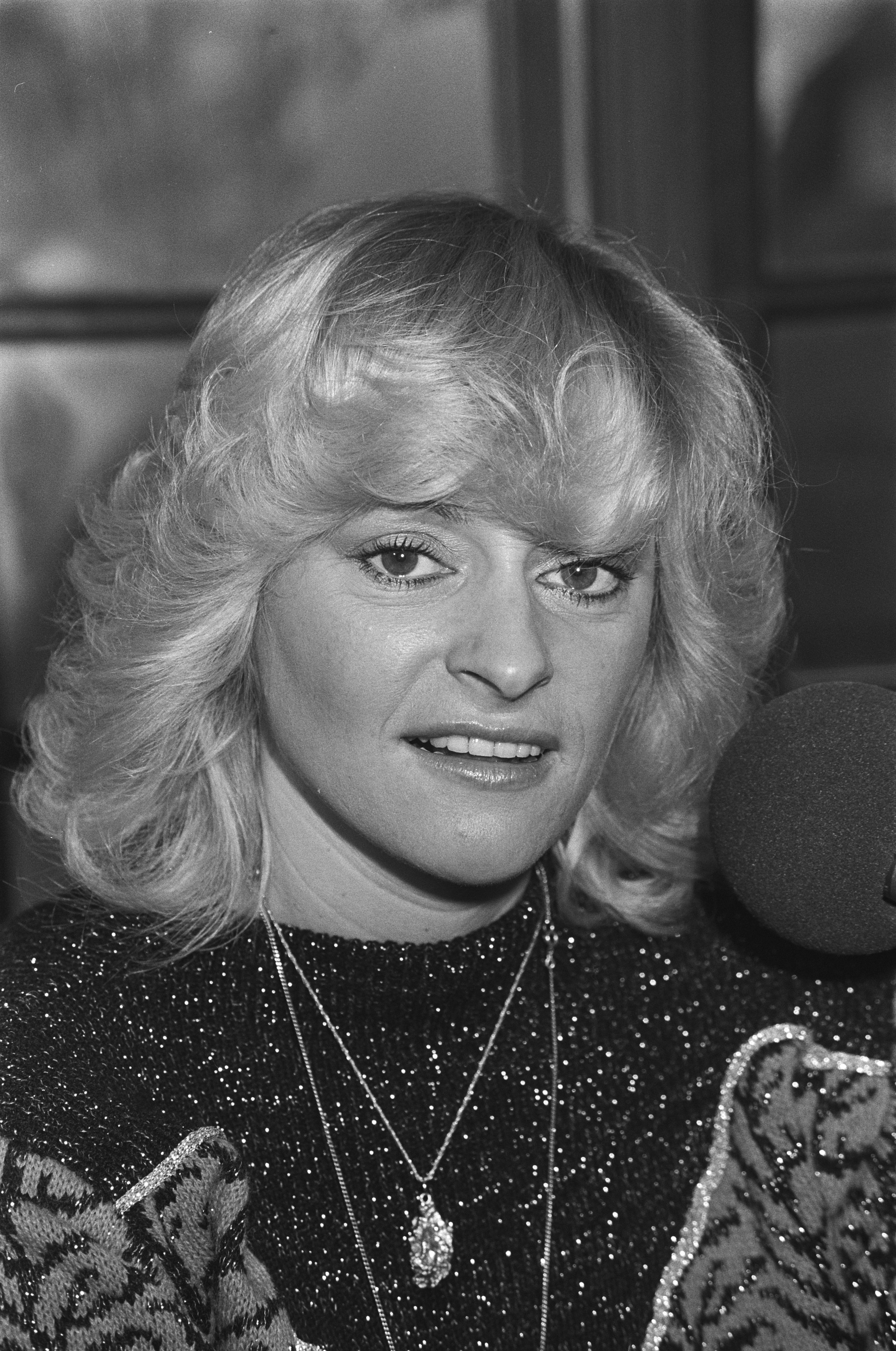
Corry Konings

- Vic van de Reijt (1950), uitgever, publicist
- Johan Diepstraten (1951-1999), schrijver
- Corry Konings (1951), zangeres
- Oek de Jong (1952), schrijver
- Filip Bolluyt (1953), acteur
- Ruud Benard (1954), deelnemer Big Brother 1
- Hetty Janssen (1954), politica
- Hans Ligtvoet (1954), acteur
- Frits Pirard (1954), wielrenner
- Hans Gaillard (1955), politicus
- Marleen Janssen (1955), hoogleraar orthopedagogiek
- Hans van Tongeren (1955-1982), acteur
- Martien Vreijsen (1955), voetballer
- Bernard Welten (1955), voormalig Amsterdams hoofdcommissaris
- Cor Hemmers (1956), kickbokstrainer en ondernemer
- Peter Jan Margry (1956), wetenschapper, auteur
- Maria Goos (1956), schrijfster van televisieseries, toneelstukken en films
- Frank Petter (1956), politicus
- Jan Willem Wiggers (1956), politicus
- Kees Buckens (1957), beeldhouwer
- Paul van Buitenen (1957), ambtenaar en europoliticus
- Wies van Dongen (1957), wielrenner
- Paul Rüpp (1957-2023), politicus
- Ton Sprangers (1957-2022), voetballer
- Marie Louise Stheins (1957), actrice
- Ruud van Empel (1958), fotograaf en beeldend kunstenaar
- Xandra Jansen (1958), stiliste, weduwe van Herman Brood
- Adelheid Roosen (1958), actrice
- Ton Lokhoff (1959), voetballer en voetbalcoach

### 1960-1979
- Hugo Haenen (1961), acteur
- Miggy (1961-2012), zangeres

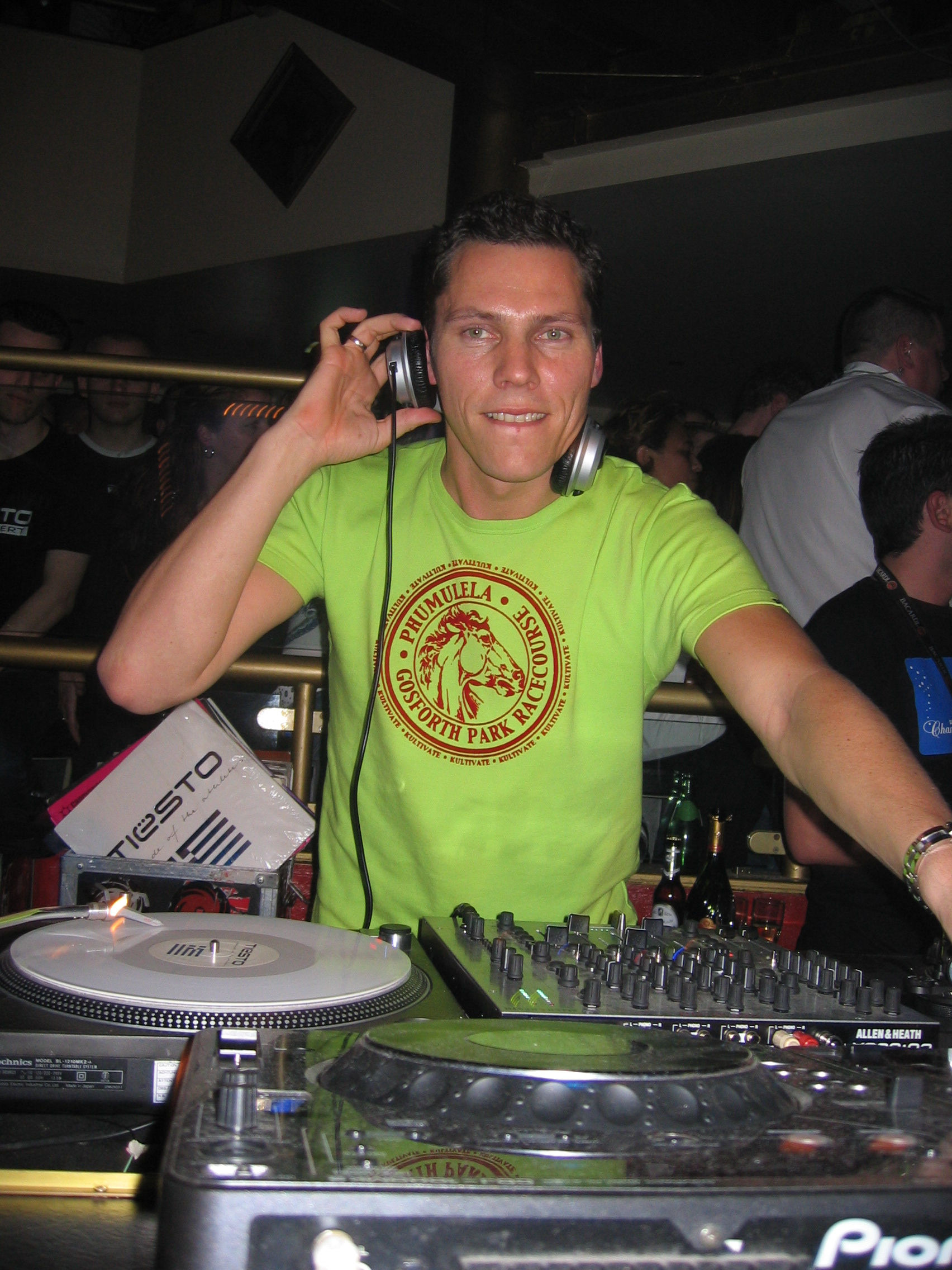
Tiësto

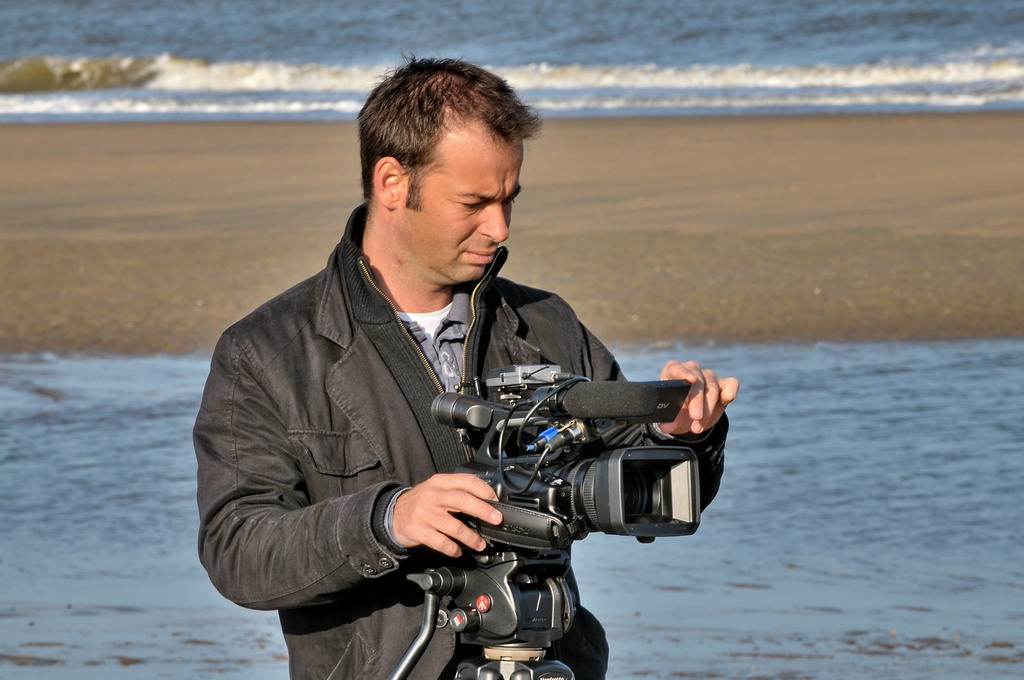
Peter van der Vorst

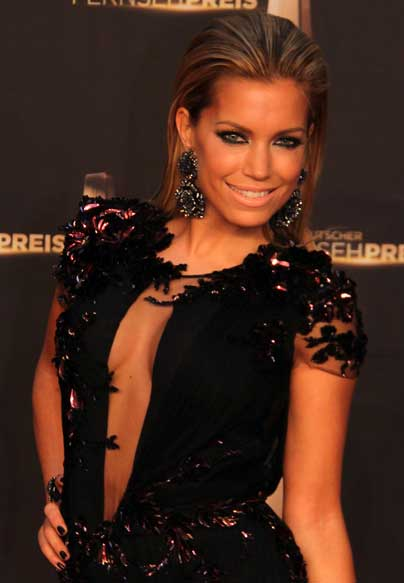
Sylvie Meis

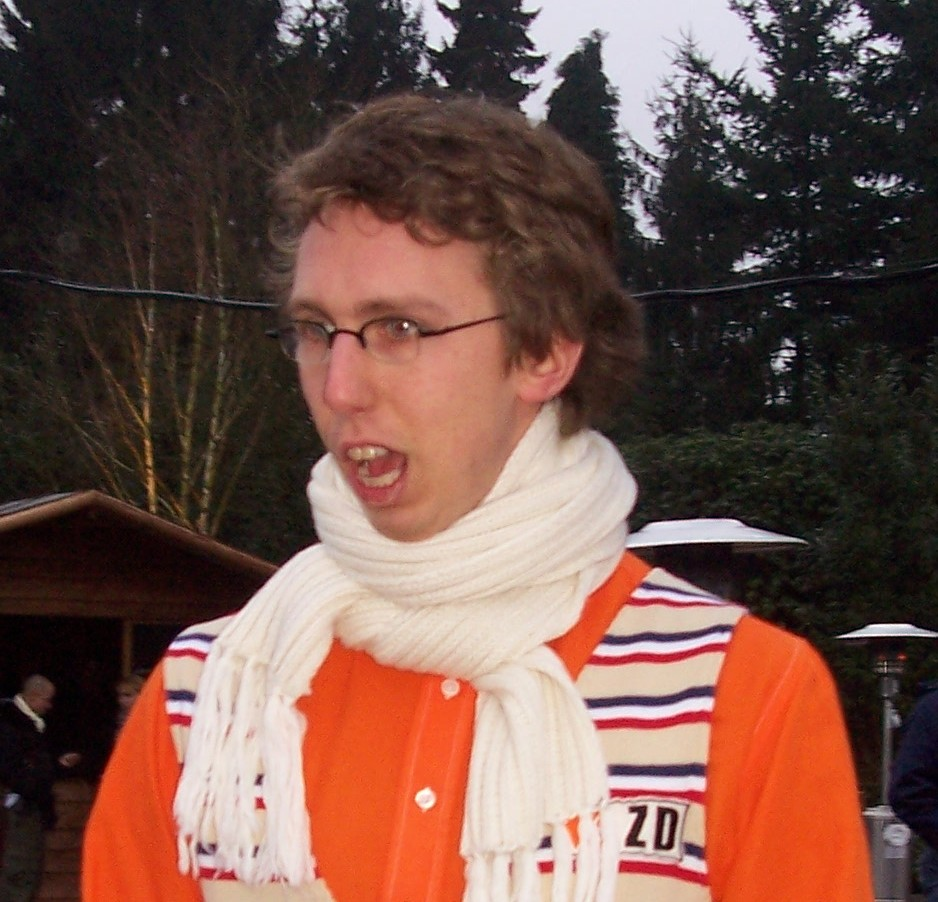
Arijan van Bavel

- Eric van Oosterhout (1961), politicus
- Carola de Kanter (1962), culinair specialist en auteur
- Coen Vermeeren (1962), componist
- Carlo de Wijs (1962), hammondorganist en componist
- John van Ierland (1964), schrijver
- Rutger Ploum (1964), advocaat en politicus
- Cees Meeuwis (1964), ondernemer en politicus
- Gert-Jan van den Bemd (1964), schrijver
- Adrie Bogers (1965), voetbaltrainer en voormalig profvoetballer
- Joep Schreuder (1966), verslaggever NOS Studio Sport
- Bert Verhagen (1966), voetballer
- Marcel Delhez (1967), politicus
- Ruth Peetoom (1967), predikante en politica
- Jaap Paans (1968), politicus
- Robin de Raaff (1968), componist
- Armand van der Smissen (1968), duatleet en atleet
- Karin Brienesse (1969), zwemster
- Ramon Dekkers (1969-2013), kickbokser
- Jurgen van den Goorbergh (1969), motorcoureur
- Tiësto (1969), dj
- Bart Smals (1970), politicus
- Pieter van Woensel (1970), politicus
- Remco Bosma (1971), politicus
- Saskia Olde Wolbers (1971), videokunstenaar
- Peter van der Vorst (1971), journalist
- Beertje van Beers (1972), presentatrice
- Jean-Paul van Gastel (1972), voetballer
- Cécile Koekkoek (1972), journaliste en publiciste
- Remco van Wijk (1972), hockeyer
- Kristoffer Zegers (1973), componist
- Herman van der Zandt (1974), nieuwslezer en presentator NOS Journaal
- Joris Rasenberg (1975), zanger, gitarist, tekstschrijver
- Wilko de Vogt (1975), voetballer
- Laura Jansen (1977), zangeres
- Patrick Martens (1978), acteur en presentator
- Sylvie Meis (1978), actrice en presentatrice
- Arijan van Bavel (1979), acteur ('Adje van Nispen' in Mooi! Weer De Leeuw)

### 1980-1999

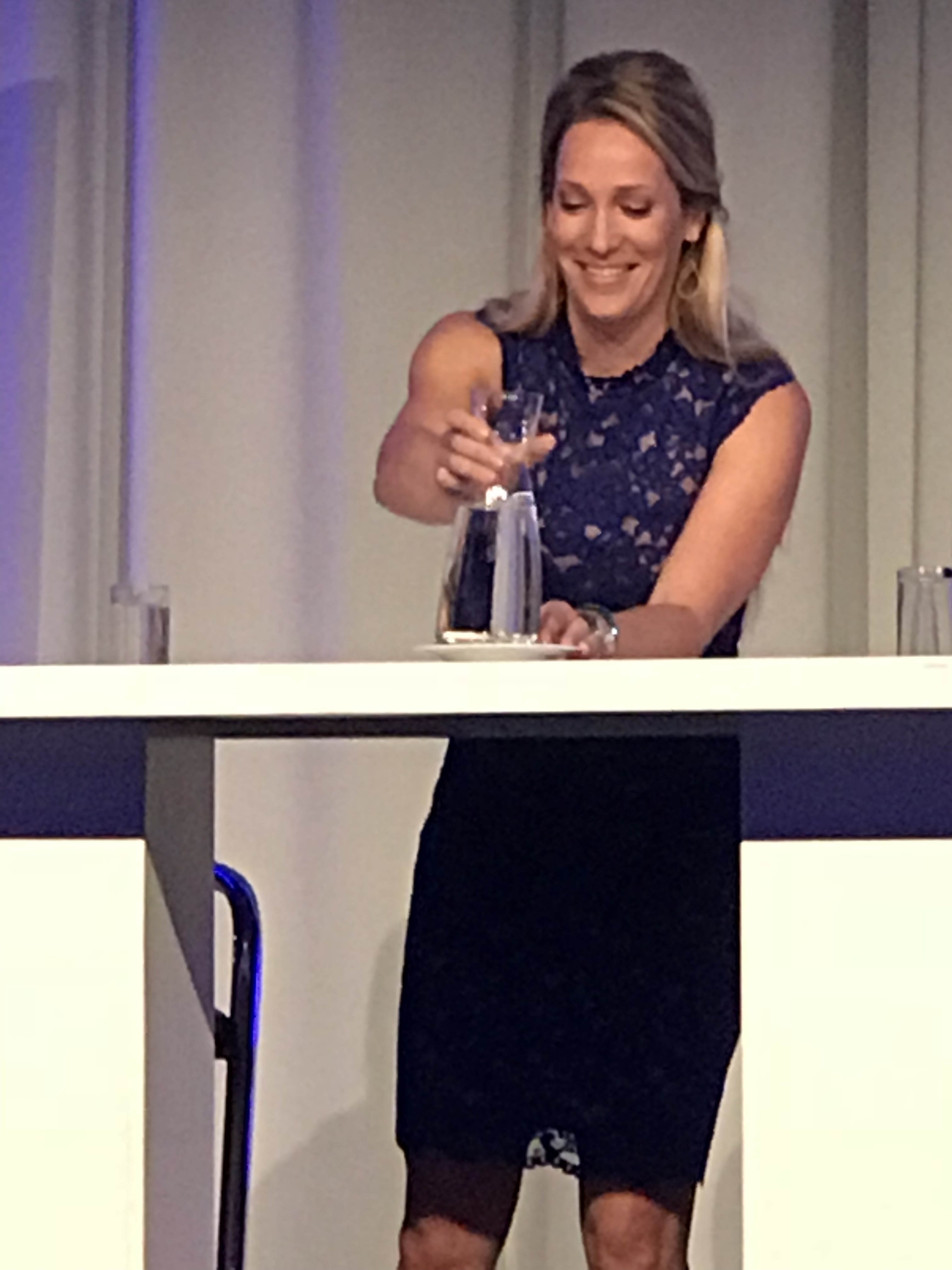
Hélène Hendriks

- Robbert van den Broeke (1980), paranormaal medium
- Lizelotte van Dijk (1980), actrice
- Chantal van Gastel (1980), schrijfster in het chicklitgenre
- Hélène Hendriks (1980), televisiepresentatrice, verslaggeefster
- Jamal Akachar (1982), voetballer
- Grad Damen (1982), volkszanger
- Michiel van Nispen (1982), atleet en politicus
- Carolien Borgers (1983), presentatrice
- Tom Berendsen (1983), (euro)politicus (CDA)
- Kyla King (1983), fotomodel, pornoactrice
- Adriaan Mol (1984), internetondernemer
- Mascha de Rooij (1984), presentatrice (De rijdende rechter)
- Ronnie Stam (1984), voetballer
- Hans Teunissen (1984), politicus
- Dannic (Daan Romers) (1985), dj
- Errol Zimmerman (1986), kickbokser
- Hardwell - Robbert van de Corput (1988), dj
- Marleen van Iersel (1988), beachvolleybalster
- Thierry Aartsen (1989), politicus
- Ismo (Ismail Houllich, 1990), rapper
- Mo Bicep (Mohamed Lemhadi, 1990), vlogger en ondernemer
- Ömer Bayram (1991), Turks-Nederlands voetballer
- Helen van Beurden (1991), handbalster
- Virgil van Dijk (1991), voetballer
- Tom Boere (1992), voetballer
- Mats Seuntjens (1992), voetballer
- Abdelghani Khachabi (1992), Marokkaans-Nederlands MMA-fighter
- Stan Godrie (1993), wielrenner
- Vera Siemons (1993), radio-dj en podcastmaker 3fm-dj Vera Siemons

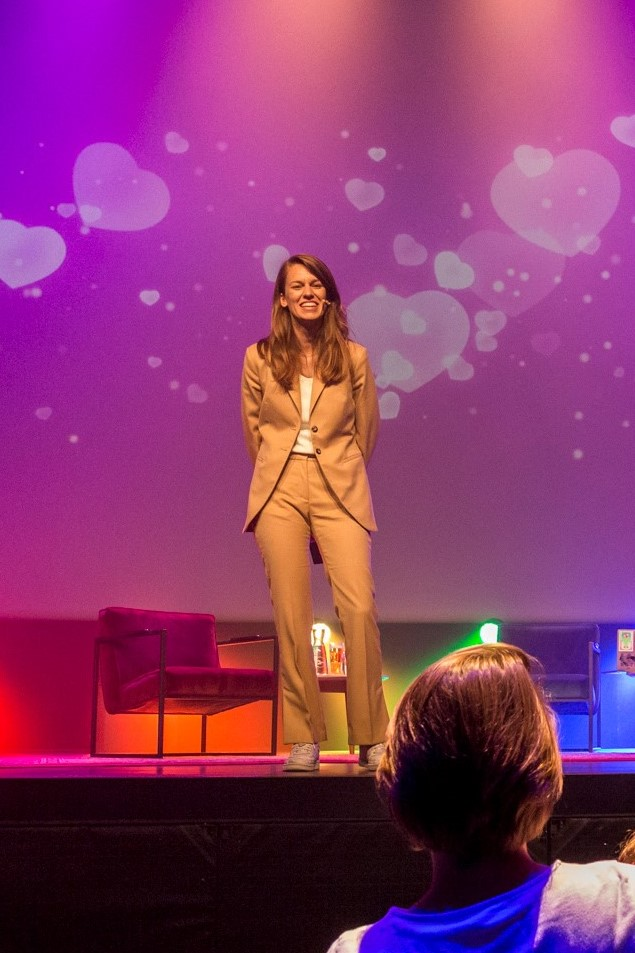
3fm-dj Vera Siemons

- Celine Michielsen (1994), handbalster
- Etienne Vaessen (1995), voetballer
- Jeffrey Wirtz (1996), youtuber en livestreamer
- Grad Damen (1997), voetballer
- Anne van de Wiel (1997), Nederlands atlete

### 2000-
- Sydney van Hooijdonk (2000), voetballer
- Demi Korevaar (2000), volleybalster
- Isa Kagenaar (2001), voetbalster
- Boris van Schuppen (2001), voetballer
- Emmanuel van de Blaak (2005), voetballer
- Zonta van den Goorbergh (2005), motorcoureur
- Mike Kleijn (2005), voetballer

## Overleden

### 1700-1799
- Cornelis van Oeckelen (1762-1837), orgelbouwer

### 1800-1899
- Abraham de Winter (1841-1920), entertainer

### 1900-1999
- Joop ter Beek (1901-1934), voetballer
- Janus Braspennincx (1903-1977), wielrenner
- Joost Margry (1922-2015), architect-stedenbouwkundige

### 2000-heden
- Harm Bouman (1917-2001), moordenaar en medewerker van nazi-SD
- Kees Rijvers (1926-2024), voetballer en voetbaltrainer

Alkmaar · 
Almelo ·
Almere · 
Alphen-Chaam · 
Alphen aan den Rijn ·
Amersfoort · 
Amstelveen · 
Amsterdam · 
Apeldoorn · 
Arnhem · 
Assen ·
Baarn · 
Bergen op Zoom · 
Bilthoven · 
Bolsward · 
Boxtel · 
Breda · 
Bredevoort · 
Brunssum · 
Bussum · 
Delft ·
Den Haag ·
Den Helder · 
Deurne · 
Deventer · 
Doetinchem ·
Dokkum · 
Dordrecht · 
Drachten · 
Ede · 
Eindhoven · 
Emmen · 
Enschede · 
Franeker · 
Geleen · 
Gouda · 
Groenlo ·
Groningen · 
Haarlem · 
Harlingen ·  
Heemstede · 
Heerenveen · 
Heerlen · 
Helmond · 
Hengelo · 
's-Hertogenbosch · 
Hilversum · 
Hoogeveen · 
Hoorn · 
Horst ·
Kampen · 
Kerkrade · 
Leerdam · 
Leeuwarden · 
Leiden · 
Lelystad · 
Maastricht · 
Meppel ·  
Middelburg  ·
Nijkerk · 
Nijmegen · 
Oldenzaal · 
Ommen · 
Oss · 
Rijswijk (Zuid-Holland) · 
Roosendaal · 
Rotterdam · 
Schiedam · 
Sittard · 
Sittard-Geleen · 
Sneek · 
Soest · 
Stadskanaal · 
Tegelen · 
Tiel · 
Tilburg · 
Urk · 
Utrecht · 
Veenendaal · 
Veghel · 
Venlo · 
Venray · 
Vlaardingen · 
Vlissingen · 
Wageningen · 
Warnsveld · 
Weert · 
Winschoten · 
Woerden · 
Zeist · 
Zierikzee · 
Zoetermeer · 
Zutphen · 
Zwolle